# なきむしステップ
『なきむしステップ』は、カザマアヤミによる日本の漫画。『まんがタイムきららフォワード』（芳文社）2007年Vol.8、2008年4月号の2回の読み切りを経て、同年8月号より正式連載し、2010年5月号まで連載された。単行本は全2巻。

## あらすじ
泣き虫な女の子・奈々と偶然仲良くなった男の子・広和を中心としたラブコメ漫画である。

## 登場キャラクター

### 人間
稲葉 奈々（いなば なな）
主人公。中学生で、三つ編みお下げの女の子。いつも泣き虫。人見知りで引っ込み思案、自分に自信がなく、ちょっとしたことで落ち込んでは、この世の終わりの如く泣き崩れて暗いオーラを放ってしまう。飼っているウサギの「ねね」にいつも愚痴を垂れている。ウサギのものが好きで、ウサギの姿のぬいぐるみなどを持っている。席替えの時に席が隣になった杉原広和と親しくなり、少しずつ明るくはなっている。絵を描くのが得意だが、その絵は強烈なインパクトを持っており、その良さは奈々とねねにしか理解できない代物。文化祭を機にショートカットにイメージチェンジした。
杉原 広和（すぎはら ひろかず）
奈々の中学生になって初めての席替えで、隣同士になった男の子。かなり天然でマイペースだが、穏やかで優しい性格。彼もウサギを飼っており、そのことで奈々と仲良くなった。飼っているウサギの名前は「シロクロ」。
杉原 多輝（すぎはら たき）
広和の双子の妹。兄のことを「和くん」と呼んでいる。背が低く、ポニーテールの女の子。強気な性格。兄を大切な相方として見ており、その兄と付き合っている奈々の弱虫な態度にいらつき、兄の彼女として認めていなかったが、文化祭の件を機に和解。以降は、2人の仲を応援するようになる。
高梨（たかなし）
奈々と杉原のクラスメイトの女の子。明るい性格。

### ウサギ
ねね
奈々の飼っているウサギ。メス。たまに人間の姿で描かれるが、それはあくまでもイメージであり、実際に人間に変身しているわけではない。弱虫ですぐ落ち込む奈々に対して自分では様々なアドバイスをしてあげているつもりなのだが、動物なので奈々には意思が伝わっていない。人間状態で描かれる時は、金髪のロングヘアに2つのリボンで髪の端を結び、頭にウサギの耳が生えている少女の姿である。性格は少し強気。クローバーの葉が好き。シロクロと仲良し。
シロクロ
杉原家で飼っているウサギ。白と黒の模様をしている。オス。実はマゾで、強気なねねに押し倒されたり踏まれたりする事に喜びを見出しており、それ以来ねねと仲良し。彼もまた人間の姿で描かれる時があり、その時の姿は少し茶がかった短髪の黒髪にウサギ耳が生えている男の子の姿。多輝が少し怖くて苦手。

## 書誌情報
まんがタイムKRコミックス（芳文社）より全2巻。
1. 2008年（平成20年）11月12日発売 ISBN 978-4832277519
2. 2010年（平成22年）5月12日発売 ISBN 978-4832279117